# 櫻井健介
櫻井 健介（さくらい けんすけ、1977年6月3日 - ）は、テレビ朝日スポーツ局プロデューサー・ディレクター、元アナウンサー。

## 来歴・人物
茨城県日立市生まれ。5歳のころからサッカーをはじめ、高校は名門武南高等学校に進学したが、全国大会には出場していない。ちなみに足は速く、50mを6秒台で走れるほどである。
順天堂大学スポーツ健康科学部卒業後、2000年アナウンサーとしてテレビ朝日に入社。主にサッカーの実況を担当した。「Qさま!!」の鬼ごっこに助っ人として参加したことがある。2008年6月末日でアナウンス部から転出し、スポーツ番組の制作部署に異動となった。

## 担当番組
- ワールドプロレスリング（アナウンサー時代は実況として出演）
- 夢対決!とんねるずのスポーツ王は俺だ!スペシャル

## 出演番組
報道・情報番組
| 期間      | 期間      | 番組名                             | 役職 |
| --------- | --------- | ---------------------------------- | --- |
| 時期不明  | 時期不明  | やべっちFC〜日本サッカー応援宣言〜 | 不定期出演 |
| 時期不明  | 2008年6月 | ANNニュース                        | 土曜日20:54枠での不定期担当キャスター ※この時間は『ANN NEWS&SPORTS』のニュース担当キャスターがやっているが、両方とも出られないときに出演することがあった |
| 2003年4月 | 2008年6月 | ANN NEWS&SPORTS                    | 土曜版スポーツコーナー |

バラエティ・スポーツ関連番組
- クイズプレゼンバラエティー Qさま!!
- ワールドプロレスリング
- サッカー（AFCチャンピオンズリーグ他）

## 同期アナウンサー
- 石井希和
- 佐分千恵